# Žman
Žman je naselje in manjše pristanišče na Dugem otoku (Hrvaška), ki upravno spada pod občino Sali Zadrske županije.
Žman leži na severovzhodni obali Dugega otoka okoli 5 km jugozahodno od Salija, ob lokalni cesti Sali - Veli Rat. Starejši del vasi je odmaknjen  od obale, medtem ko je novejši del ob obali v zalivu Žmanšćica, v katerm sta tudi dva manjša otočka: Krknata in Vaka. Samo naselje obkrožajo griči Gračina, ter Veliki in Mali Slotinjak.

## Gospodarstvo
Osnova gospodarske dejavnosti je kmetijstvo, vinogradništvo, ribolov in turizem. Plodna polja v okolici Žmana se v deževnih zimskih mesecih spremenijo v Malo in Veliko Jezero.

## Zgodovina
Žman se v starih listinsh prvič omenja v 13. stol. pod imenom Mežano. Arheološke najdbe  iz prazgodovine in rimske dobe kažejo na neprekinjeno poseljenost vse do srednjega veka. Župnijska cerkev sv. Ivana je bila postavljena v 13. stol., vendar ni ohranila prvotne oblike.

## Demografija
| Pregled števila prebivalcev po letih | Pregled števila prebivalcev po letih | Pregled števila prebivalcev po letih | Pregled števila prebivalcev po letih | Pregled števila prebivalcev po letih | Pregled števila prebivalcev po letih | Pregled števila prebivalcev po letih | Pregled števila prebivalcev po letih | Pregled števila prebivalcev po letih | Pregled števila prebivalcev po letih | Pregled števila prebivalcev po letih | Pregled števila prebivalcev po letih | Pregled števila prebivalcev po letih | Pregled števila prebivalcev po letih | Pregled števila prebivalcev po letih |
| ------------------------------------ | ------------------------------------ | ------------------------------------ | ------------------------------------ | ------------------------------------ | ------------------------------------ | ------------------------------------ | ------------------------------------ | ------------------------------------ | ------------------------------------ | ------------------------------------ | ------------------------------------ | ------------------------------------ | ------------------------------------ | ------------------------------------ |
| 1857                                 | 1869                                 | 1880                                 | 1890                                 | 1900                                 | 1910                                 | 1921                                 | 1931                                 | 1948                                 | 1953                                 | 1961                                 | 1971                                 | 1981                                 | 1991                                 | 2001                                 |
| 210                                  | 276                                  | 308                                  | 412                                  | 493                                  | 499                                  | 653                                  | 572                                  | 633                                  | 570                                  | 486                                  | 420                                  | 275                                  | 328                                  | 203                                  |